# Musikjahr 1797
Liste der Musikjahre

◄◄ | ◄ | 1793 | 1794 | 1795 | 1796 | Musikjahr 1797 | 1798 | 1799 | 1800 | 1801 | ► | ►►

Weitere Ereignisse
Dieser Artikel behandelt das Musikjahr 1797.

## Ereignisse
- 12. Februar: Die Kaiserhymne von Joseph Haydn wird mit dem Text von Lorenz Leopold Haschka anlässlich des Geburtstags von Kaiser Franz II. in allen Wiener Theatern aufgeführt, im Burgtheater in Anwesenheit des Kaisers selbst. Die Volkshymne ist ein bewusster Gegenentwurf zur französischen revolutionären Marseillaise. Die Melodie wird auch im Kaiserquartett von Joseph Haydn verwendet. Bis 1918 bleibt das Lied offizielle Kaiserhymne in der Habsburger Monarchie. Die Melodie wird später auch dem Deutschlandlied unterlegt. Seit 1922 ist dieses zunächst mit allen Strophen deutsche Nationalhymne, und nach dem Zweiten Weltkrieg mit der dritten Strophe Nationalhymne der Bundesrepublik Deutschland.
- Józef Wybicki schreibt den Text zu Mazurek Dąbrowskiego (Noch ist Polen nicht verloren), die heutige Nationalhymne Polens.

## Instrumentalmusik (Auswahl)
- Ludwig van Beethoven:  Klaviersonate Nr. 4 Es-Dur op. 7; Klaviersonate für 4 Hände in D-Dur op. 6; Serenade für Streichtrio in D-Dur op. 8
- Luigi Boccherini: 6 Quintette für Oboe (oder Flöte), 2 Violinen, Viola und Violoncello, op. 55; 6 Klavierquintette op. 56
- Luigi Cherubini: Hymne Funebre sur la mort du General Hoche
- Joseph Haydn: op. 76 „Erdődy-Quartette“ (6 Quartette im Auftrag des Grafen Joseph Erdődy) darunter befinden sich das Kaiserquartett und das Sonnenaufgangsquartett
- Étienne-Nicolas Méhul: Ouverture zu La Chasse du Jeune Henri; Symphonie [Nr. 0] C-Dur (vorhanden: III. Andante IV. Presto)
- Johann Ladislaus Dussek: 3 Klaviersonaten B, G, c op. 35 c149–151; 2 Sonaten für Harfe, Violine und Violoncello Es, B op. 34 c147–148
- Johann Baptist Cramer: 2. Klavierkonzert d-Moll op. 16
- Andreas Romberg: Terzett „Ah fermate!“ für Sopran, Tenor, Bass und Orchester, SteR 247; Die Harmonie der Sphären (Kosegarten), Hymne für Soli, Chor und Orchester op. 45; Symphonie Nr. 3 C-Dur op. 33, SteR 16 (vollendet, uraufgeführt 1812); Violinkonzert X e-Moll, SteR 51

## Musiktheater
- 10. Januar: Uraufführung der Oper Lisbeth von André-Ernest-Modeste Grétry in Paris (Comédie-Italienne)
- 16. Januar: Uraufführung der Oper Telemaco nell’isola di Calipso von Johann Simon Mayr in Venedig, (La Fenice)
- 17. Januar: Uraufführung der Oper Anacréon chez Polycrate von André-Ernest-Modeste Grétry an der Pariser Oper
- 11. Februar: Uraufführung der Oper La Famille suisse von François-Adrien Boieldieu in Paris (Opéra-Comique)
- 13. März: Am Théâtre Feydeau in Paris wird die Opéra-comique Médée von Luigi Cherubini auf das Libretto von François-Benoît Hoffman uraufgeführt. Literarische Vorlage ist die Tragödie Medea von Euripides.
- 15. März: Uraufführung der Oper Ponce de Léon von Henri Montan Berton an der Opéra-Comique in Paris.
- 01. Mai: Uraufführung der Oper Le jeune Henri von Étienne-Nicolas Méhul nach einem Libretto von Jean Nicolas Bouilly im Théâtre Favart in Paris.
- 06. Mai: Uraufführung der Oper Le barbier de village ou Le revenant von André-Ernest-Modeste Grétry im Théâtre Feydeau in Paris
- 11. Mai: Uraufführung der Oper La Maison isolée ou Le Vieillard des Vosges von Nicolas Dalayrac in Paris, (Opéra-Comique)
- 23. Mai: Uraufführung der Oper Diamond Cut Diamond, or Venetian Revels von  James Hook (Ort der Uraufführung nicht angegeben)
- 24. Mai: Uraufführung der Oper La Leçon ou La Tasse de glaces von Nicolas Dalayrac in Paris, (Théâtre Feydeau)
- 09. Juni: Uraufführung der Oper Chi la dura la vince von Giovanni Paisiello in Mailand (Scala)
- 26. Juni: Uraufführung der Oper La Daunia felice von Giovanni Paisiello in Foggia, (Palazzo Dogana)
- 24. September: Uraufführung der einaktigen Oper L’intrigo della lettera von Johann Simon Mayr in Venedig, (San Moisé) zeitgleich wurde am selben Ort noch die Oper Il secreto des gleichen Komponisten uraufgeführt.
- 10. Oktober: Uraufführung der Oper Adelina Senese o sia l'Amore secreto von Gaspare Spontini in Venedig, (Teatro San Samuele)
- 23. Oktober: Uraufführung der Oper Babylons Pyramiden von Johann Mederitsch und Peter von Winter (Musik) auf ein Libretto von Emanuel Schikaneder im Wiedner Theater
- 04. November: Uraufführung der Oper Andromaca von Giovanni Paisiello in Neapel, (Teatro San Carlo)
- 07. November: Uraufführung der Oper L’Heureuse Nouvelle von François-Adrien Boieldieu in Paris, (Opéra-Comique)
- 10. November: Uraufführung der Oper Le Dénouement inattendu von Henri Montan Berton an der Opéra-Comique in Paris
- 15. Dezember: Uraufführung der Oper Le Pari ou Mombreuil et Merville von François-Adrien Boieldieu in Paris, (Opéra-Comique)
- 30. Dezember: Uraufführung der Oper Gulnare ou L’Esclave persanne von Nicolas Dalayrac in Paris, (Opéra-Comique)

Weitere Werke
- Antonio Salieri: I tre filosofi (Opernfragment)
- Étienne-Nicolas Méhul: Le Pont de Lodi (Oper)
- Domenico Cimarosa: Sechs Opern (1) Gli Orazi ed i Curiazi; (2) Achille all’assedio di Troja; (3) L’imprudente fortunato; (4) Artemisia regina di Caria; (5) Attilio Regolo; (6) Le nozze di Lauretta; La morte di Assalonne (Oratorium)
- Carl Ditters von Dittersdorf: Der Mädchenmarkt (Oper)
- Niccolò Antonio Zingarelli: La morte di Mitridate (Oper); Giuseppe in Egitto (Oper, nach einem vielfach vertonten Libretto von Pietro Metastasio)
- Joseph Weigl: I solitari (Oper in drei Akten); L’amor marinaro ossia Il corsaro (Oper in zwei Akten)
- Louis Emmanuel Jadin: Les Bons Voisins (Oper in einem Akt)
- Peter von Winter: Babylons Pyramiden (Heroisch-komische Oper, Libretto von Emanuel Schikaneder); Pigmalione (Oper)

## Geboren

### Geburtsdatum gesichert
- 05. Januar: Traugott Immanuel Pachaly, deutscher Organist und Komponist († 1853)
- 18. Januar: Karl Nicola, deutscher Violinist, Königlicher Hof- und Kammermusiker, Musik- und Chordirektor sowie Komponist († 1875)
- 20. Januar: Carl August Abmeyer, deutscher Kantor und Komponist († 1875)
- 27. Januar: Narcisse Girard, französischer Dirigent († 1860)

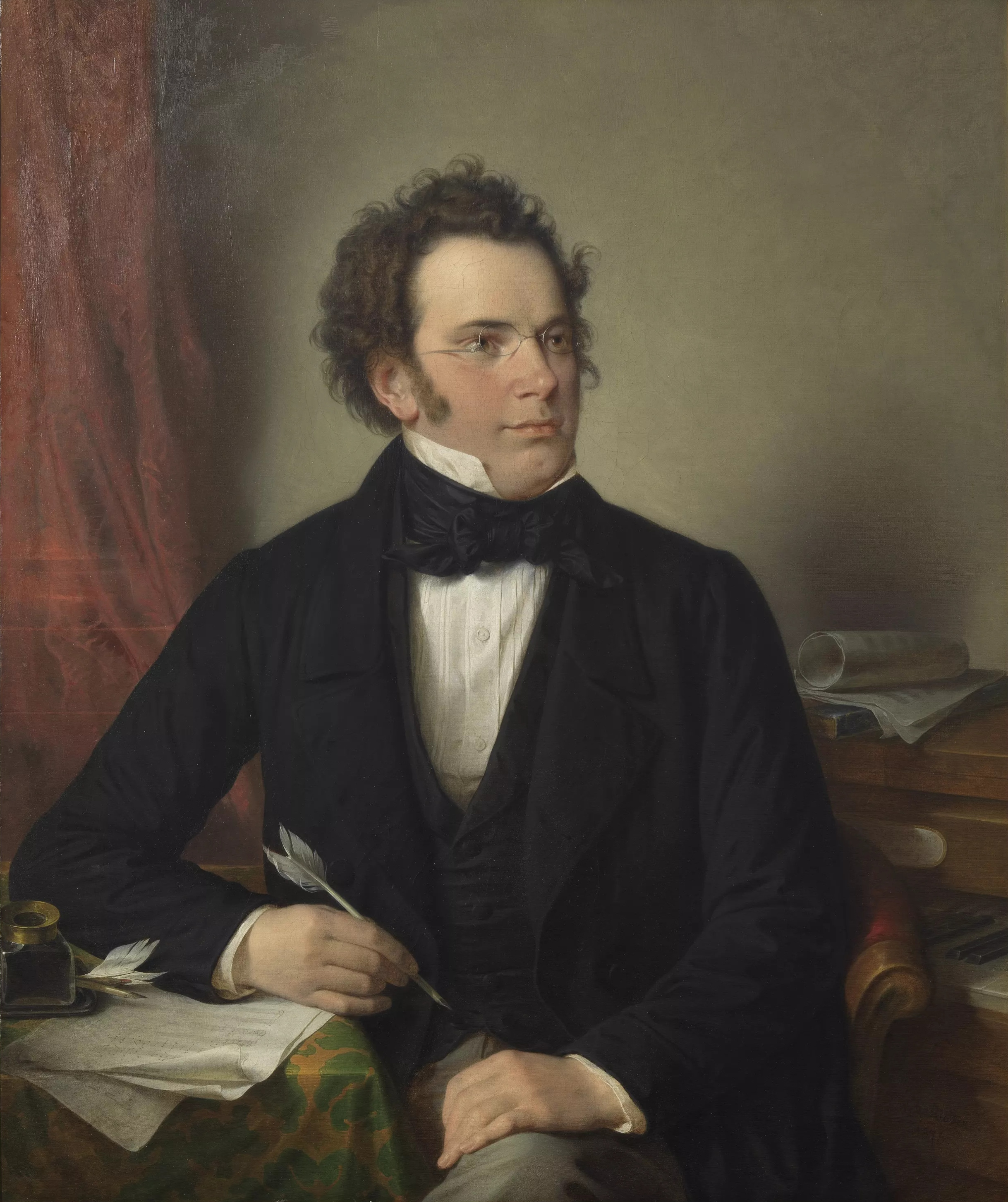
Franz Schubert; * 31. Januar

- 31. Januar: Franz Schubert, österreichischer Komponist († 1828)
- 22. Februar: Heinrich Steinweg, Klavierbauer († 1871)
- 03. März: Lucia Elizabeth Vestris, englische Schauspielerin und Sängerin mit deutsch-italienischen Wurzeln († 1856)
- 07. März: Carl Schwencke, deutscher Musiker und Komponist († 1870)
- 08. März: Maximilien Simon, französischer Komponist und Staatsbediensteter († 1861)
- 12. Mai: Johann Hermann Kufferath, deutscher Komponist († 1864)
- 17. Mai: Mariane Bargiel, deutsche Pianistin, Sängerin (Sopran), Klavierlehrerin und die Mutter von Clara Schumann († 1872)
- 30. Mai: Johann Christian Lobe, deutscher Komponist und Musiktheoretiker († 1881)
- 29. Juli: Anton Dominikus Biber, deutscher Klavierbauer († 1863)
- 01. August: Joachim Leopold Haupt, deutscher evangelischer Pfarrer, Heimatforscher und Volkskundler († 1883)
- 05. August: Friedrich August Kummer der Jüngere, Cellist, Cellolehrer und Komponist († 1879)
- 30. August (getauft): Betty Fröhlich, österreichische Musikerin und Sängerin sowie Blumen- und Porträt-Miniaturmalerin, Kopistin und Kunsterzieherin († 1879)
- 13. September: Alexander Székely, ungarisch-siebenbürgischer Poet, Kirchenlieddichter und unitarischer Theologe († 1854)
- 08. November: Karl Gottfried Salzmann, österreichischer Pianist, Komponist und Musikpädagoge († 1871)

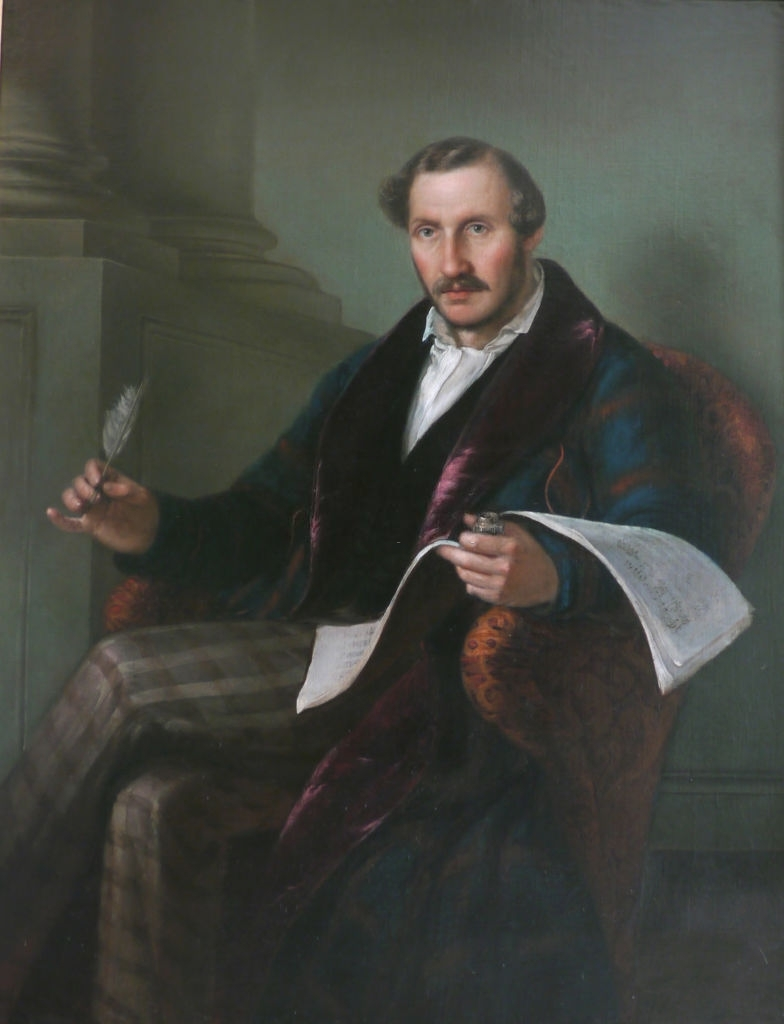
Gaetano Donizetti; * 29. November

- 29. November: Gaetano Donizetti, italienischer Komponist († 1848)
- 12. Dezember: Lucy Anderson, englische Pianistin († 1878)
- 24. Dezember: Johann Baptist Faistenberger, österreichischer Komponist († 1867)
- 29. Dezember: Simon Leborne, französischer Komponist und Musikpädagoge († 1866)
- 30. Dezember: Georg Knoop, deutscher Violoncellist († 1849)

### Genaues Geburtsdatum unbekannt
- Gustaf Andersson, schwedischer Orgelbauer und Musiker († 1872)
- Rudolph Killitschgy, österreichischer Musikpädagoge und Pianist († 1851)
- Toussaint Poisson, französischer Komponist und Musikpädagoge († 1861)

## Gestorben

### Todesdatum gesichert
- 15. Januar: Johan Magnus Lannerstjerna, schwedischer Schriftsteller und Librettist (* 1758)
- 08. Februar: Johann Friedrich Doles, deutscher Komponist und Thomaskantor (* 1715)
- 12. Februar: Antoine Dauvergne, französischer Violinist, Komponist und Operndirektor der Vorklassik. (* 1713)
- 00. Februar: Pasquale Anfossi, italienischer Komponist des 18. Jahrhunderts, (* 1727)
- 09. März: Wassili Alexejewitsch Paschkewitsch, russischer Komponist (* um 1742)
- 19. März: Philip Hayes, englischer Komponist (* 1738)
- 24. März: Joseph Höß, deutscher Orgelbauer (* 1745)
- 30. März: Franz Aumann, österreichischer Komponist (* 1728)
- 12. April: Josef Anton Steffan, österreichischer Komponist der Klassik, Cembalist und Musikpädagoge (* 1726)
- 23. April: Giovanni Battista Andreoni, italienischer Opernsänger (* 1720)
- 29. April: Valentin Hochleitner, altösterreichischer Orgelbauer (* 1717)
- 28. Mai: Anton Raaff, deutscher Opernsänger (* 1714)
- 08. Juli: Johann Götz, altösterreichischer Orgelbauer (* 1734)
- 03. September: Josina van Aerssen, niederländische Komponistin (* 1733)
- 21. November: Pietro Pompeo Sales, italienischer Komponist (* 1729)
- 27. November: Johann Baptist Wendling, deutscher Komponist und Flötist (* 1723)
- 27. November: Carl Christian Agthe, deutscher Komponist und Organist (* 1762)
- 25. Dezember: Gottfried Joseph Horn, Erbmüller und Instrumentenbauer (* 1739)

### Genaues Todesdatum unbekannt
- Gasparo Ghiretti, italienischer Komponist und Geiger (* 1747)
- Rageth Mathis, Schweizer Glockengiesser in Chur (* 1752)
- Juan Manuel Olivares, venezolanischer Komponist (* um 1760)